# Маламаш
Малама́ш (рос. Маламаш, марій. Маламаш) — присілок у складі Моркинського району Марій Ел, Росія. Входить до складу Коркатовського сільського поселення.

## Населення
Населення — 104 особи (2010; 97 у 2002).
Національний склад (станом на 2002 рік):
- лучні марійці — 98 %